# نیکولای نیکیفوروف
نیکولای نیکیفوروف (تاتاری: Николай Никифоров، روسی: Никифоров, Николай Анатольевич: زاده ۲۴ ژوئن ۱۹۸۲ در کازان) سیاست‌مدار روسی که در کابینه ولادیمیر پوتین در وزارتخانه ارتباطات و رسانه‌های جمعی روسیه فعال می‌باشد، وی در هنگام تحویلگیری پست وزارت در ۲۱ مه ۲۰۱۲ وقتی که ۲۹ سال سن داشت، به عنوان جوان‌ترین وزیر روسی تبدیل شد. وی در کازان پایتخت جمهوری تاتارستان، از والدینی تاتار زاده شده‌است.